# 6006 Anaximandros
A 6006 Anaximandros (ideiglenes jelöléssel 1989 GB4) a Naprendszer kisbolygóövében található aszteroida. Eric Walter Elst fedezte fel 1989. április 3-án.